# 文昌閣 (順天府通州)
39°54′06″N 116°40′13″E / 39.901551°N 116.670363°E

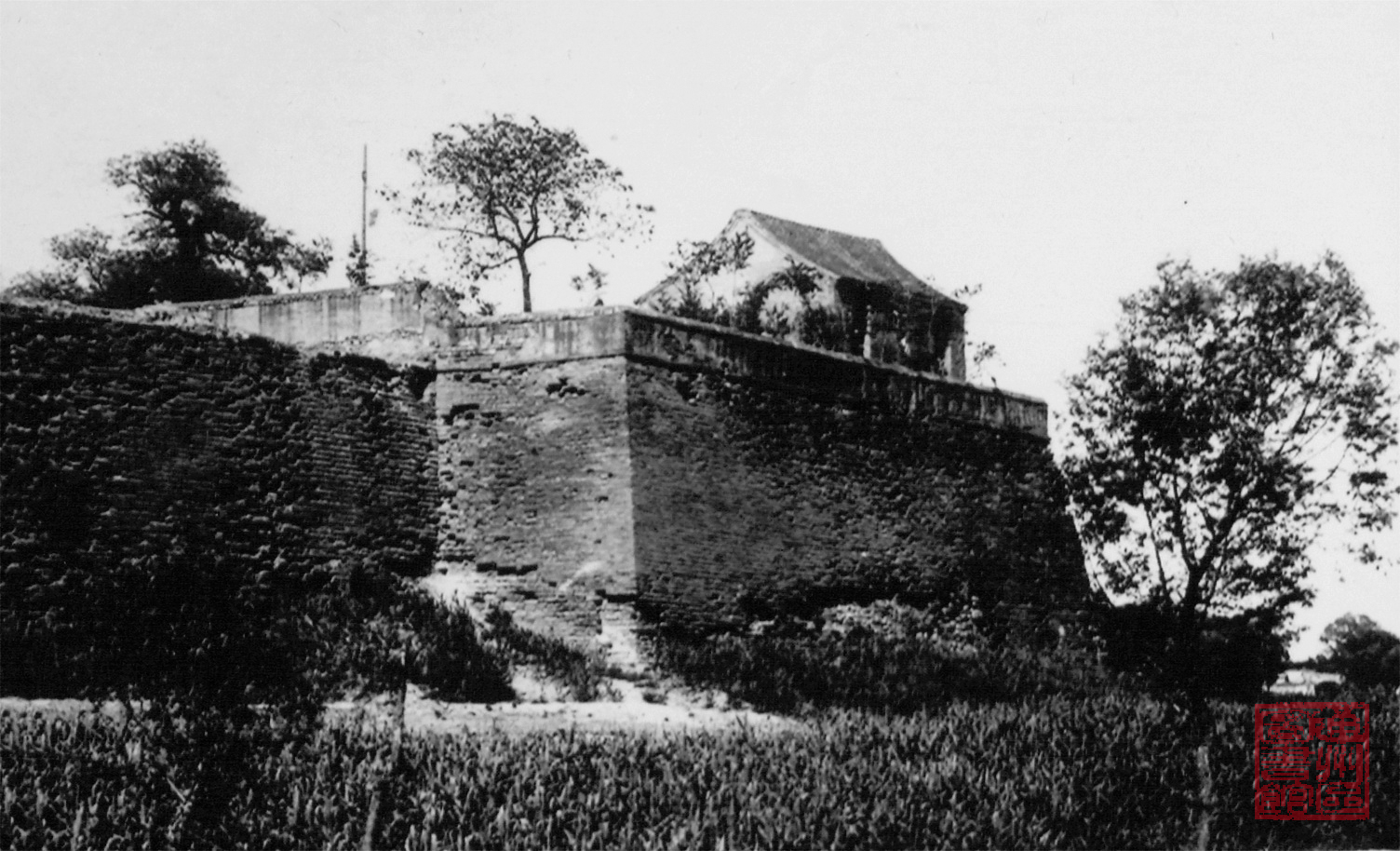
文昌阁

文昌閣是顺天府通州城城墙东南角楼，因供奉文昌帝得名，现已不存。

## 历史
嘉靖年间州绅杨行中倡导建立，万历年间供奉香林寺神像。康熙七年（1668年）大修。康熙十八年（1679年）地震损毁，康熙三十一年（1692年）重建，建立了魁星楼、东西两配房，西面建立了三个小亭子。1697年重修，亭更名为“望耕亭”。乾隆二年（1737年），在文昌阁内建立潞河书院。道光七年（1827年）增修了“登瀛馆”、“摛藻轩”等建筑。
1952年拆除城墙时一并拆除。
|  | 通州 新城 北門 南門 新城南門 西門 東門 北極閣 文昌閣 敵樓 舊敵樓 鼓樓 文殊塔 南溪閘 減水閘 通流閘 新城大街 西大街 北大街 东大街 南关大街 南大街 西顺城街 天成巷 帥府街 東關大街 十字街 大、小紅牌樓胡同 新街下坡胡同 新街口 西倉 南倉 中倉 馬家胡同 熊家胡同 四眼井胡同 史家胡同 白將胡同 大条胡同 二条 三条胡同 小燒酒胡同 半截胡同 大燒酒胡同 中倉胡同 倉溝 史家胡同 石板胡同 如意胡同 蔡家胡同 教子胡同 東塔胡同 前剪子巷 后剪子巷 豆腐巷 八里橋 通利橋 哈叭橋 善人橋 臥虎橋 吾党橋 東水關 南水關 東海 西海 葫蘆頭 石壩 土壩 北運河 通州衛 理事廳 倉場署 刑錢府 江蘇局 浙江局 貢院 後營 東營房 西營房胡同 定邊衛 北後街 南街 黃亭 聖教寺 慈航寺 靜安寺 觀昌寺 文廟 武聖廟 大關廟 龍王觀 三官廟 萬壽宫 碧霞宫 射園 北果市 牛市口 魚市 糧食市 江米店 東柵欄口 西柵欄口 玉带河 |
|  | 光緒《通州志》中的“城池圖” |